# Saffarin
Saffarin, en arabe : سفارين, est un village du gouvernorat de Tulkarem en Palestine, au nord-ouest de la Cisjordanie. Il est situé à 11 kilomètres au sud-est de Tulkarem. Selon le recensement du Bureau central palestinien des statistiques, la localité compte une population de 754 habitants en 2017.